# Le Houlme
Le Houlme és un municipi francès situat al departament del Sena Marítim i a la regió de Normandia. L'any 2007 tenia 4.110 habitants.

## Demografia

### Població
El 2007 la població de fet de Le Houlme era de 4.110 persones. Hi havia 1.708 famílies de les quals 468 eren unipersonals (153 homes vivint sols i 315 dones vivint soles), 541 parelles sense fills, 513 parelles amb fills i 186 famílies monoparentals amb fills.
La població ha evolucionat segons el següent gràfic:
Habitants censats

### Habitatges
El 2007 hi havia 1.784 habitatges, 1.725 eren l'habitatge principal de la família, 4 eren segones residències i 55 estaven desocupats. 1.228 eren cases i 551 eren apartaments. Dels 1.725 habitatges principals, 927 estaven ocupats pels seus propietaris, 783 estaven llogats i ocupats pels llogaters i 14 estaven cedits a títol gratuït; 57 tenien una cambra, 92 en tenien dues, 405 en tenien tres, 530 en tenien quatre i 642 en tenien cinc o més. 899 habitatges disposaven pel capbaix d'una plaça de pàrquing. A 828 habitatges hi havia un automòbil i a 599 n'hi havia dos o més.

### Piràmide de població
La piràmide de població per edats i sexe el 2009 era:
| Homes | Edats   | Dones |
| ----- | ------- | ----- |
| 0     | 95 o +  | 12    |
| 8     | 90 a 94 | 24    |
| 20    | 85 a 89 | 36    |
| 36    | 80 a 84 | 60    |
| 76    | 75 a 79 | 80    |
| 44    | 70 a 74 | 100   |
| 92    | 65 a 69 | 116   |
| 60    | 60 a 64 | 80    |
| 88    | 55 a 59 | 68    |
| 124   | 50 a 54 | 124   |
| 176   | 45 a 49 | 196   |
| 116   | 40 a 44 | 160   |
| 220   | 35 a 39 | 176   |
| 188   | 30 a 34 | 180   |
| 120   | 25 a 29 | 132   |
| 136   | 20 a 24 | 112   |
| 156   | 15 a 19 | 148   |
| 180   | 10 a 14 | 176   |
| 172   | 5 a 9   | 176   |
| 144   | 0 a 4   | 76    |

## Economia
El 2007 la població en edat de treballar era de 2.710 persones, 1.965 eren actives i 745 eren inactives. De les 1.965 persones actives 1.792 estaven ocupades (929 homes i 863 dones) i 173 estaven aturades (69 homes i 104 dones). De les 745 persones inactives 266 estaven jubilades, 248 estaven estudiant i 231 estaven classificades com a «altres inactius».

### Ingressos
El 2009 a Le Houlme hi havia 1.687 unitats fiscals que integraven 4.007,5 persones, la mediana anual d'ingressos fiscals per persona era de 17.268 €.

### Activitats econòmiques
Dels 141 establiments que hi havia el 2007, 5 eren d'empreses alimentàries, 2 d'empreses de fabricació de material elèctric, 1 d'una empresa de fabricació d'elements pel transport, 13 d'empreses de fabricació d'altres productes industrials, 23 d'empreses de construcció, 44 d'empreses de comerç i reparació d'automòbils, 4 d'empreses de transport, 7 d'empreses d'hostatgeria i restauració, 2 d'empreses d'informació i comunicació, 3 d'empreses financeres, 5 d'empreses immobiliàries, 15 d'empreses de serveis, 9 d'entitats de l'administració pública i 8 d'empreses classificades com a «altres activitats de serveis».
Dels 41 establiments de servei als particulars que hi havia el 2009, 1 era una comissaria de policia, 1 oficina de correu, 8 tallers de reparació d'automòbils i de material agrícola, 1 taller d'inspecció tècnica de vehicles, 1 autoescola, 4 paletes, 1 guixaire pintor, 10 fusteries, 2 lampisteries, 2 electricistes, 2 perruqueries, 3 restaurants, 1 agència immobiliària, 3 tintoreries i 1 saló de bellesa.
Dels 15 establiments comercials que hi havia el 2009, 2 eren supermercats, 1 una gran superfície de material de bricolatge, 3 fleques, 3 carnisseries, 2 botigues d'equipament de la llar, 1 una botiga d'equipament de la llar, 1 una perfumeria i 2 floristeries.
L'any 2000 a Le Houlme hi havia 4 explotacions agrícoles.

## Equipaments sanitaris i escolars
El 2009 hi havia 2 farmàcies i 1 ambulància.
El 2009 hi havia 2 escoles maternals i 1 escola elemental. Le Houlme disposava d'un col·legi d'educació secundària amb 558 alumnes.

## Poblacions més properes
El següent diagrama mostra les poblacions més properes.